# Ouanoukrim
L'Ouanoukrim (detto anche Ouenkrim, oppure in forma più completa Jbel Ouanoukrim) è una montagna del Marocco situata a circa 60 km a sud dalla città di Marrakesh facente parte della catena montuosa dell'Atlante. È composto da due cime distinte, Timzguida 4.089 metri s.l.m. e Ras Ouanoukrim 4.083 metri s.l.m. È la seconda montagna della catena montuosa per altezza dopo il Jbel Toubkal e precede l'Ighil M'Goun.